# Stanisław Solski
Stanisław Solski (Kalisz, 21 settembre 1622 – Cracovia, 9 agosto 1701) è stato un matematico, architetto e gesuita polacco.

## Biografia
Non ci sono informazioni si primi anni di vita. Solski entrò nella Compagnia di Gesù nel 1638, dopo avere studiato in una scuola a Kalisz. Dopo l'ordinazione iniziò gli studi filosofici a Kalisz e poi quelli teologici a Poznań. Dal 1652 al 1653 fu docente di poesia a Krosno e dal 1653 al 1654 insegnò poesia e retorica a Kam"janec'-Podil's'kyj. 
Nel 1654, Solski fu inviato come cappellano all'ambasciata polacca a Costantinopoli, dove rimase fino al 1661, aiutando i numerosi prigionieri polacchi di professione cattolica nell'impero ottomano. In questi anni apprende la lingua turca e si interessa ai geroglifici, cosa che lo porta a corrispondere con padre Athanase Kircher, a Roma.
Nel 1670 tornò in Polonia e si stabilì a Cracovia dove si occupò soprattutto di opere architettoniche; costruì dal 1670 un nuovo edificio per la scuola fondata dal vescovo di Cracovia Andrzej Trzebicki e convertì tre case medievali nella casa professa dei Gesuiti. Divenne l'architetto del vescovo Jan Małachowski. Quasi certamente supervisionò la costruzione della Cappella Morsztyn a Wieliczka, progettata dal suo collega Jan Ignacy Delamars (1656-1719). Nel 1683 il consiglio comunale di Cracovia gli chiese di far parte della commissione incaricata di esaminare le fondamenta dell'edificio municipale. Progettò e supervisionò la ricostruzione e la costruzione di chiese e monasteri del territorio cittadino, tra cui la chiesa gotica di Sainte-Barbe e costruì una chiesa e un convento per le suore della Visitazione.
Tuttavia, l'interesse principale e la vera abilità di Solski risiede nell'applicazione pratica della matematica. La sua pubblicazione principale del 1690 Architekt Polski (The Polish Architect), delinea le regole di base della meccanica elementare e descrive come costruire e far funzionare le macchine utilizzate per l'edilizia, così come in altri mestieri. Questo primo volume, di una trilogia, è un monumento della letteratura tecnologica polacca: i volumi II e III, mai pubblicati, erano dedicati all'edilizia abitativa e all'architettura religiosa e militare.
Un'altra opera pratica di Solski fu il trattato Geometra polski (The Polish Surveyor), opera in tre volumi (1683-1686) sull'arte del rilevamento per il quale ha introdotto il necessario vocabolario tecnico in polacco. Nella sua giovinezza aveva anche scritto due opuscoli sul movimento continuo e ha cercato di costruire una macchina per questo.
Fu anche autore di alcune opere di carattere ascetico, oggi del tutto dimenticate.

## Opere

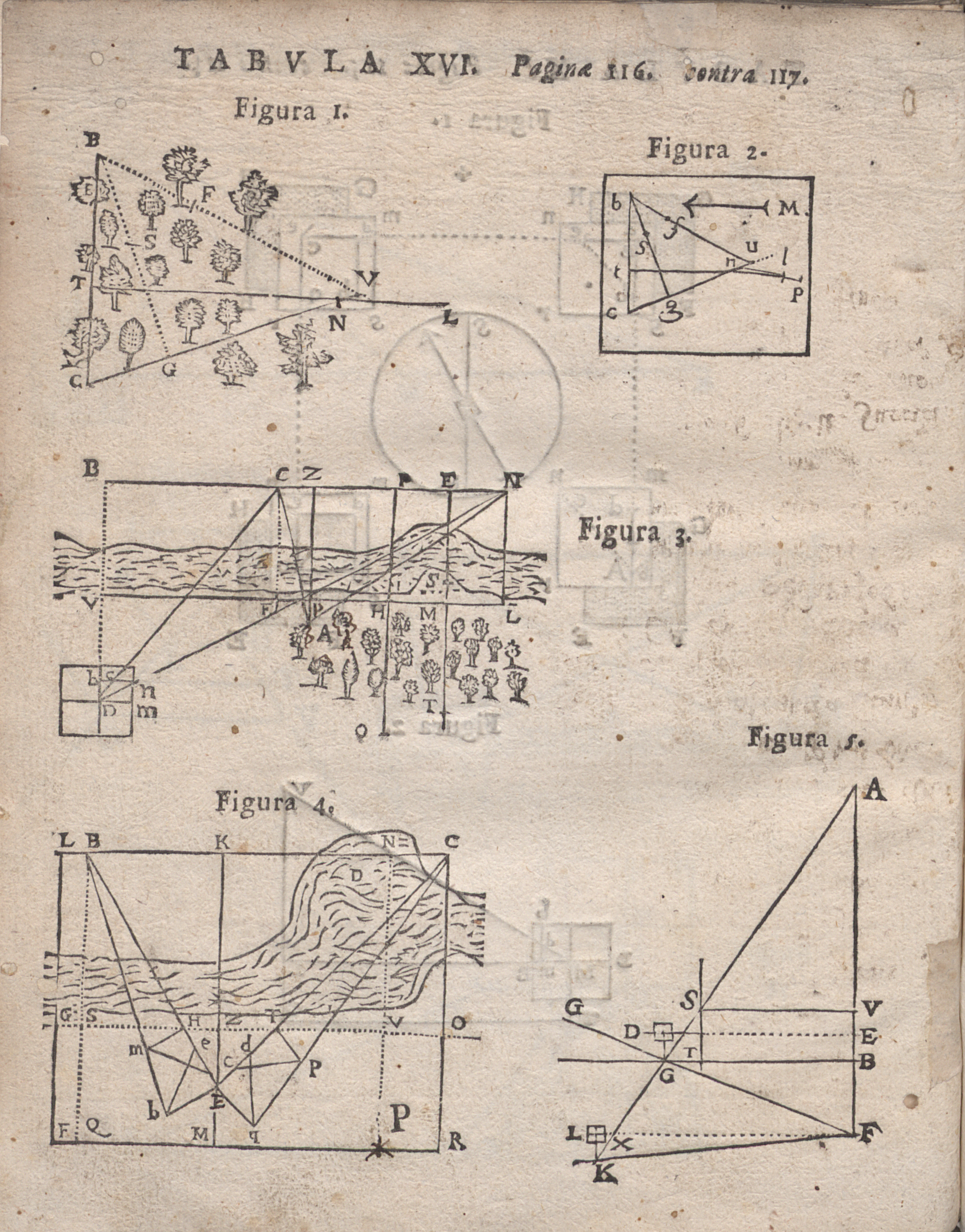
Praxis nova et expeditissima mensurandi geometrice, 1688

- Machina motum perpetuum exhibens, 1661
- Machina exhibendo motui perpetuo artificiali idonea, 1663
- Geometra Polski: Księga 1, Księga 2, Księga 3, 1683-1686
- Architekt Polski, 1688
- (LA) Stanislaw Solski, Praxis nova et expeditissima mensurandi geometrice, Cracoviae, Franciszek Cezary, 1688.